# Notion (EP Tash Sultana)
| Recensione   | Giudizio |
| ------------ | -------- |
| Sputnikmusic | [ 2 ]    |

Notion è un EP di Tash Sultana, cantante e polistrumentista di nazionalità australiana.

## Tracce
Testi e musiche di Tash Sultana.
1. Sinergy – 4:18
2. Gemini – 4:08
3. Notion – 5:41
4. Jungle – 5:15
5. Big Smoke, Pt. 1 (Live) – 11:12
6. Big Smoke, Pt. 2 (Live) – 9:37

Durata totale: 40:11

## Classifiche

### Classifiche settimanali
| Classifica (2017) | Posizione massima |
| ----------------- | ----------------- |
| Australia         | 8                 |
| Paesi Bassi       | 114               |
| Svizzera          | 64                |